# Hypoxia
A hypoxia vagy oxigénhiányos állapot a szervezet kóros állapota, amikor a test (általános hypoxia) vagy annak egy része (szöveti hypoxia) meg van fosztva a megfelelő oxigénellátástól. Az artériás oxigén koncentráció változása normális esetben is előfordulhat, például fokozott testmozgás alkalmával. Az oxigénellátás, és a sejtszintű oxigénigény eltérése hypoxiás állapothoz vezethet. Az oxigénellátástól való teljes megfosztottság az anoxia.
A hypoxia abban tér el a hypoxaemiától, hogy az utóbbi esetében az artériás vér oxigén koncentrációja abnormálisan alacsony. A hypoxia megtapasztalható úgy, hogy a vér oxigén tartalma alacsony (pl.: vérszegénység (anémia) esetén), de az oxigén parciális nyomása továbbra is magas (pO2). Ezen kifejezések helytelen használata könnyen zavart okozhat, különösen azért, mert a hypoxia okai közt szerepel a hypoxaemia (hypoxaemiás hypoxia).
Általános hypoxia lép fel egészséges emberekben, amikor nagy magasságokba emelkednek, ahol magassági betegséghez vezet, melynek halálos szövődményei lehetnek: nagy magasságbeli tüdőödéma (HAPE) és nagy magasságbeli agyi ödéma (HACE). A hypoxia egészséges egyénekben akkor is előfordul, amikor alacsony oxigéntartalmú gázkeveréket lélegeznek be, például víz alatti merüléseknél. Különösen zárt-láncú újralégző használatakor, amely kontrollálja az oxigén mennyiségét a szállított levegőben. Enyhe és nem-károsító, szaggatott hypoxiát szándékosan is előidéznek, a magassági tréningek során, hogy fejlesszék az atletikus teljesítmény alkalmazkodását szisztémás és sejt szinten egyaránt.
A hypoxia ugyanakkor komoly következménye a koraszülésnek az újszülöttben. Ennek oka az, hogy a tüdő a terhesség alatt utolsónak kifejlődő szervek egyike az emberi magzatban. A hypoxia magas kockázatával ápolt csecsemőket gyakran inkubátorba helyezik, így folyamatos pozitív légúti nyomást (humidicrib) tartva fent, hogy segítsék a tüdőt az oxigéndús vér szállításában.
Az emberekben a hypoxiát a nyaki verőérben (carotis) lévő kemoreceptorok érzékelik. Ez a válasz nem irányítja a ventilációt normál pO2 esetén, de a normális alatt a receptorokat beidegző idegsejtek aktivitását drámaian megnöveli, olyannyira, hogy "felülírja" a hipotalamuszban elhelyezkedő központi kemoreceptorok (növekvő pO2 ellenére eső pCO2) jeleit.

## Osztályozása
- Hypoxaemiás hypoxia - általános hypoxia, elégtelen oxigénellátás az egész szervezetben. A hypoxaemia előtag arra utal, hogy az artériás vérben lévő oxigén parciális nyomása alacsony. A hypoxia minden egyéb esetében az artériás oxigén parciális nyomása a szokásos érték. A hypoxaemiás hypoxia oka lehet:
  - Hipoventiláció - nem megfelelő tüdei (perces) ventiláció (pl.: légzésleállás vagy opiátokhoz hasonló gyógyszerek miatt).
  - Shunt - shunt a kisvérkörben, vagy egy jobb-bal átfolyású shunt a szívben. A shunt oka lehet összeomlott léghólyag (alveoli) amely még mindig perfundál, vagy valamilyen akadály a légutakban. Bármi is a mechanizmus, a nem ventiláló légzőszervek és a nekik szánt vér közt nem történik gázcsere, így a ventiláció/perfúzió arány leesik.
    - Normál anatómiai shunt a bal kamrába - így a hörgőket (bronchi) oxigénnel ellátó cirkulációba - torkolló legkisebb szív erekben.
    - Normál élettani shuntok a gravitáció hatása miatt következnek be.

  - V/Q eltérés - ha a ventiláció nem egyezik a tüdő paranchyemáján keresztüli perfúzióval. Ez több különböző okokból fordulhat elő, ezek közül a leggyakoribb a tüdőembólia.
  - Diffúziós hibák, mint amilyen a tüdei fibrózis, ahol az alveoláris-artériás gradiens növekedik.
  - Csökkent oxigén koncentráció a belélegzett levegőben. Alacsony az atmoszferikus oxigén parciális nyomása, például nagy magasságokban;[4] vagy az oxigén csökkentett cseréje a légzőkeverékben.
    - Alacsony parciális nyomású oxigén a tüdőben, a belélegzett érzéstelenítő és a légköri levegő közötti váltáskor (Fink-effektus, vagy diffúziós hypoxia).
- Vérszegénység (anémia) - az artériás oxigén nyomása normális, de a vér teljes oxigéntartalma alacsony. Ennek a csökkent szállítási kapacitás az oka, például az alacsony hemoglobin tartalom.[5]
- Hypoxia, amikor a vér nem szállít oxigént célszövetekhez.
  - Szén-monoxid-mérgezés - meggátolja a hemoglobint, hogy elengedje a hozzá kötődött oxigént.
  - Methemoglobinemia - kóros hemoglobin változat halmozódik fel a vérben.
- Hisztotoxikus hypoxia - a sejtekhez jutó oxigén mennyisége normális, de a sejtek nem képesek azt hatékonyan felhasználni, az oxidatív foszforiláció enzimek fogyatékossága miatt. Ilyen például a cián mérgezés.

## Jelei és tünetei
Az általános hypoxia tünetei a súlyosságtól és a kialakulás gyorsaságától függnek. Magassági betegség esetén, ahol a hypoxia fokozatosan alakul ki, a tünetek lehetnek fejfájás, fáradtság, légszomj, eufóriás érzés és hányinger. Súlyos vagy igen gyorsan kialakuló hypoxia esetén a tudatállapotok szintjeinek változása, epilepsziás roham, kóma, priapizmus, illetve akár halál is bekövetkezhet. A súlyos hypoxia a bőr kék elszíneződését, úgynevezett cianózist eredményez. Mivel a hemoglobin sötét vörös árnyalatú, amikor nem kötődik hozzá oxigén - szemben az oxigén dús vérrel, amely élénk vörös színű - amikor átnézünk a bőrön, nagyobb valószínűséggel veri vissza a kék fényt a szemünkbe. Abban az esetben, ha az oxigént egy másik molekula szorította ki, mint például a szén-monoxid, akkor a bőr "meggypiros" árnyalatúnak látszódhat.

## Patofiziológia
A levegőben lévő oxigén parciális nyomása körülbelül 159,1 Hgmm (21 kPa). Miután a vízgőz és az elhasznált CO2 összekeveredett a tüdőben az oxigénnel; az oxigén parciális nyomása a diffúziós-gradiens mentén csökkenni kezd, és belép az artériás vérbe, ahol parciális nyomása körülbelül 100 Hgmm (13,3 kPa). Az artériás véráramlás az oxigént a perifériás szövetekhez szállítja, ahol az oxigén parciális nyomása tovább csökken, miközben eljut a sejtekhez és azok mitokondriumához. Ezek a baktérium-szerű citoplazmatikus struktúrák hidrogént vesznek fel a tápanyagaikból (glükóz, zsírok és egyes aminosavak), amelyet oxigénnel elégetve vizet állítanak elő. A tápanyagok széntartalma szén-dioxiddá oxidálódik (elég), amely a vénás vérbe távozik, majd a tüdőn keresztül kilégzésre kerül (eközben parciális nyomása a diffúziós-gradiens mentén csökken). Elméletileg az oxigéndiffúzió korlátozóvá (és halálossá) válik, ha az oxigén parciális nyomása az artériás vérben 40 Hgmm (5,3 kPa) alá süllyed. Ha a sejtek oxigénellátása nem elegendő (hypoxia), a hidrogén a piroszőlősavhoz kerül, amellyel tejsavat képez. Ez az ideiglenes lépés (anaerob anyagcsere) lehetővé teszi további energia felszabadítását. A tejsav felhalmozódása a szövetekben és a vérben annak a jele, hogy a mitokondriális oxigénellátás elégtelen; aminek oka lehet a hypoxaemia, a rossz véráramlás (pl. sokk miatt) vagy a kettő kombinációja. Ha ez az állapot súlyos, vagy tartósan fennáll, akkor sejthalálhoz vezethet.

### Érszűkület és értágulat
A legtöbb szövetben a hypoxiára adott válasz az értágulat. A véredényeket kitágítva, a szöveti perfúzió sokkal nagyobb. Ezzel szemben a tüdőben, a hypoxia hatására érszűkület alakul ki. Ez az úgynevezett "hypoxiás pulmonális érszűkület", vagy "HPV".

## Kezelése
A magaslati betegség hatásainak ellensúlyozására, a testnek vissza kell térítenie az artériás oxigén parciális nyomását a normál értékre. Az akklimatizáció, azaz a test alkalmazkodása a nagy magasságokhoz csak részben állítja vissza a pO2-t a normál szintre. A hiperventiláció növeli az alveloáris oxigén parciális nyomását azáltal, hogy megnöveli a légzésszámot, és annak mélységét. Ám ezzel még mindig nem áll vissza a normál szint. Tanulmányok megállapították, hogy a háromezer méter magasan, vagy afelett dolgozó bányászok és csillagászok teljes akklimatizációja az alveloáris oxigén megnövekedett parciális nyomásához vezet; ám ez egyenlő, vagy még alacsonyabb, mint a krónikus obstruktív tüdőbetegségben (COPD) szenvedő betegek folyamatos oxigén terápiájának határértéke. Emellett az akklimatizációnak szövődményei is lehetnek. A policitémia amely állapotban a szervezet megnöveli a vörösvérsejtek számát a vérkeringésben, besűrűsíti a vért, megnövelve annak a kockázatát, hogy a szív nem lesz képes pumpálni a vért.
Magaslati körülmények között, csak az oxigén feldúsítása képes ellensúlyozni a hypoxia hatásait. A levegő oxigén koncentrációjának növelésével, kisebb légköri nyomás hatásai ellensúlyozódnak, és az artériás pO2 szintje kezd visszaállni a normális felé. Egy klimatizált szobában kevés kiegészítő oxigén hozzávezetésével csökkenteni lehet az ekvivalens magasságot. Például, 4000 méter magasságban az oxigén szintet egy meglévő szellőzőrendszer és egy oxigén koncentrátor segítségével 5%-kal megnövelve; az oxigénszinttel ekvivalens magasság 3000 méter, amely sokkal elviselhetőbb a síksági munkások számára, akik nagy magasságban dolgoznak. Egy chilei csillagászokon végzett tanulmányban - akik 5050 méteren dolgoztak - az oxigén koncentrátorokkal 30%-kal emelték az oxigén koncentrációt (azaz 21%-ról 27%-ra). Ennek eredménye nagyobb dolgozói termelékenység, kevesebb fáradtság(érzet), és jobb alvás volt.
Hiperbár oxigénterápia (HBOT) első számú terápiás lehetőség hypoxia esetén, hiszen hatására több oxigénmolekula jut a véráramba, aminek eredményeként a szervezet helyreállítási, gyógyulási folyamata felgyorsul.
Az oxigénkoncentrátorok egyedülállóan alkalmasak erre a célra. Kevés karbantartást és villamos áramot igényelnek, és állandó oxigénforrást biztosítanak, ezzel kiváltják az oxigénpalackok távoli területekre való szállításának drága és sokszor veszélyes feladatát. Az irodák és háztartások többsége már klimatizált, amelyekben a hőmérsékletet és a páratartalmat állandó szinten tartják. Ez a rendszer könnyen és viszonylag olcsón egészíthető ki az oxigénnel.

## Bibliográfia
- Hypoxia - An invisible enemy, Fast, Airbus technical magazine, #38 : prezentáció a hypoxiáról és kapcsolódó biztonsági intézkedésekről nem szakértőknek
- Vákuum hatása az emberi testre, weboldal (angolul)

## Fordítás
- Ez a szócikk részben vagy egészben  a   Hypoxia (medical) című angol Wikipédia-szócikk fordításán alapul.  Az eredeti cikk szerkesztőit annak laptörténete sorolja fel. Ez a jelzés csupán a megfogalmazás eredetét és a szerzői jogokat jelzi, nem szolgál a cikkben szereplő információk forrásmegjelöléseként.